# Лиепа (Лиепская волость)
Лие́па (латыш. Liepa) — населённый пункт в Приекульском крае, в северо-восточном регионе Латвии — Видземе. Административный центр Лиепской волости.
Расположен между городами Цесис и Валмиера у региональной автодороги P20 Валмиера — Цесис — Драбеши и участка железнодорожной линии Рига — Лугажи. Находится в 14 км к северу от краевого центра Приекули и в 100 км от Риги.

## История
Поселение возникло вблизи бывшего Линденского поместья, недалеко от открытой в 1889 году железнодорожной станции Лоде.
После Второй мировой войны быстрый приток новых жителей был обусловлен появлением завода керамических дренажных труб (сегодня — крупный кирпичный завод акционерного общества «Lode») и рабочего посёлка в районе железнодорожной станции.
Со временем село стало административным центром вновь основанного на территории Лиепского сельсовета колхоза им. Вейденбаума.
В наши дни в селе находится здание администрации Лиепской волости, Лиепская начальная школа, детский сад, дом культуры. В окрестностях расположен интересный геологический феномен, памятник природы Латвии — аркада из светлого песчаника и пещера Лиела Эллите.